# Boeing Insitu ScanEagle

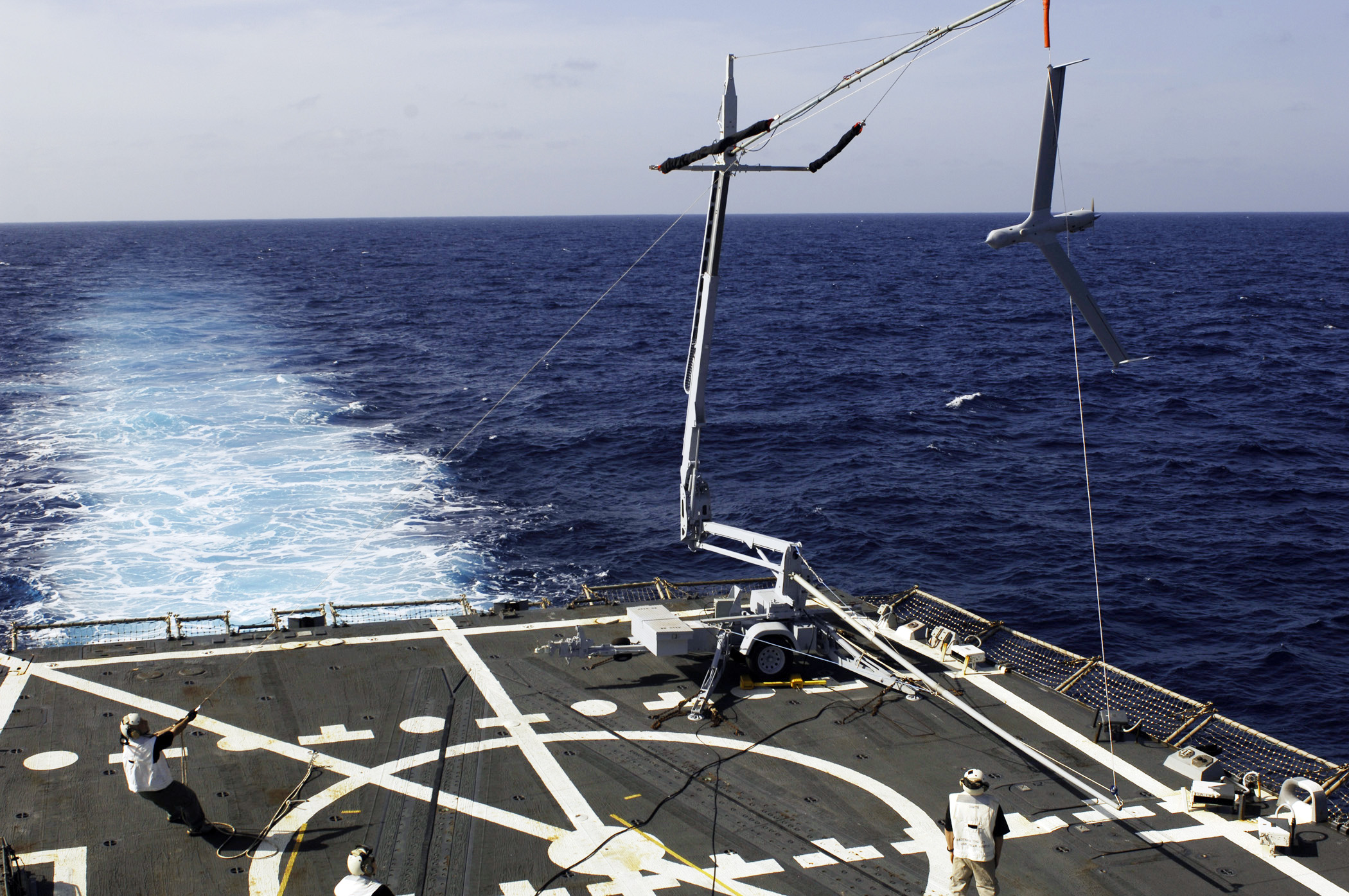
Lądowanie ScanEagle na pokładzie niszczyciela rakietowego USS „Oscar Austin” (DDG 79)

ScanEagle – taktyczny, rozpoznawczy, bezzałogowy aparat latający (UAV – Unmanned Aerial Vehicle) opracowany  przez amerykańską firmę Boeing i Insitu, Inc.

## Historia
ScanEagle powstał jako efekt kooperacji pomiędzy firmami Insitu i Boeing Defence, Space & Security. Aparat jest rozwinięciem innego produktu firmy Insitu, bezzałogowego, cywilnego samolotu SeaScan, który był używany do monitorowania pogody, a powstał pod koniec lat 90. XX wieku. Samolot miał być używany między innymi również do śledzenie ławic tuńczyków i przekazywania tych informacji rybakom. Obie firmy rozpoczęły współpracę w  lutym 2002 roku a efektem owej współpracy był oblot ScanEagle w czerwcu tego samego roku. Zakres zmian wprowadzonych w konstrukcji w celu przystosowania jej do wypełniania nowych zadań, obejmował przede wszystkim zestaw nowych czujników oraz instalację kodowanego łącza wymiany danych. W 2008 roku Insitu została w całości wykupiona przez Boeinga i stała się jego spółką zależną.

## Konstrukcja
ScanEagle jest bezogonowym, zbudowanym z kompozytów samolotem rozpoznawczym. Umieszczony w tyle kadłuba silnik tłokowy napędza dwułopatowe śmigło pchające. W dziobie aparatu zamontowana jest stabilizowana głowica z wyposażeniem obserwacyjnym. ScanEagle startuje z pneumatycznej katapulty, która nadaje mu prędkość 25 m/s. Lądowanie następuje z wykorzystaniem urządzenia zwanego Skyhook, jest to słup o wysokości 15 metrów, do którego przyczepiona jest lina, którą przechwytuje ScanEagle i w ten sposób znajduje się na ziemi. Na wyposażeniu aparatu znajduje się kamera telewizyjna wysokiej rozdzielczości oraz kamera termowizyjna. Możliwe jest również przenoszenie urządzeń do wykrywania biologicznych i chemicznych skażeń, anomalii magnetycznych i laserowego dalmierza, podświetlającego cel. Aparat może podczas całego lotu być kierowany ze stanowiska kontroli znajdującego się na ziemi lub wykonywać lot autonomicznie, według wcześniej zaplanowanej trasy z wykorzystaniem odbiornika GPS znajdującego się na pokładzie oraz systemu kontroli lotu Guidestar 111. W 2007 roku przeprowadzono próby z systemem wykrywania strzelców wyborowych przez urządzenie ShotSpotter przenoszone przez ScanEagle a w 2008 roku z zamontowanym na pokładzie radarem z syntetyczną aperturą - Nano-SAR.

## Służba
W sierpniu 2004 roku prototyp ScanEagle rozpoczął loty operacyjne na rzecz US Marine Corps nad Irakiem. Rok później maszyna weszła oficjalnie na uzbrojenie sił zbrojnych Stanów Zjednoczonych gdy wraz z przejęciem jej przez US Navy, która zaczęła wykorzystywać ScanEagle do rozpoznania taktycznego, rozpoznawania niezidentyfikowanych jednostek i kontrolowania platform wiertniczych w Zatoce Perskiej. ScanEagle znalazł się na wyposażeniu amerykańskich sił specjalnych oraz formacji kanadyjskich i australijskich, które wykorzystywały go do lotów operacyjnych w Iraku i Afganistanie. Skuteczność i prostota systemu znalazła uznanie w oczach wielu zagranicznych odbiorców. System znalazł się na wyposażeniu co najmniej 22 krajów poza Stanami Zjednoczonymi. W samych Stanach, do grona użytkowników dołączyły United States Air Force. Jedne z egzemplarzy został przejęty przez Iran, który bez autoryzacji producenta skopiował rozwiązania zastosowane w ScanEagle tworząc własny aparat Jasir.

### Służba w Wojsku Polskim
W listopadzie 2009 roku rozpoczęto negocjację z producentem aparatów, mające na celu pozyskanie w formie leasingu z opcją zakupu. Negocjację rozpoczęto w ramach tzw. pilnej potrzeby operacyjnej. Zakończone sukcesem rozmowy doprowadziły do zakupu w lutym 2010 roku jednego zestawu ScanEagle składającego się z dziesięciu aparatów. Na przełomie 2010/2011 roku trafiły one do Afganistanu. Polska jako pierwszy kraj w Europie stała się użytkownikiem jak i  właścicielem systemu. Zakup został w całości sfinansowany przez stronę amerykańską  poprzez program zagranicznej pomocy militarnej (Foreign Military Financing) a użytkownikami systemu została JW Nil. 17 września 2013 roku amerykański Departament Obrony oraz producent aparatu, firma Insitu, Inc., podpisali umowę, w ramach której do Polski zostaną dostarczone nowe głowice optoelektroniczne, części zamienne oraz stacje naprowadzające.